# يولاندا ميرفي
يولاندا ميرفي (بالإنجليزية: Yolanda Murphy)‏ هي عالمة الإنسان أمريكية، ولدت في 1925.